# Martin Bucer
Martin Bucer, též Butzer nebo Bucerus, (11. listopadu 1491 Sélestat, Alsasko, v současnosti Francie – 28. února 1551 Cambridge, Anglie) byl německý náboženský reformátor a teolog usazený ve Štrasburku, jehož názory ovlivnily všechny tradiční směry protestantismu.
Původně byl členem dominikánského řádu, ale poté co se setkal s naukou Martina Luthera, z řádu roku 1518 odešel a s podporou šlechtice Franze von Sickingen začal pracovat pro reformaci. Začal ve Wissembourgu v Alsasku, narazil tam však na odpor, byl vyloučen z římskokatolické církve a musel uprchnout do Štrasburku. Snažil se o zprostředkování mezi názory Luthera a Ulricha Zwingliho a také o shodu s kalvinisty, a tak se stal předchůdcem vnitroprotestantského ekumenismu. Roku 1549 musel následkem šmalkaldské války odejít do exilu do Anglie, kde ovlivnil formování anglikánské liturgie a kde v roce 1551 zemřel.
Bucerovy spisy došly obliby také v jednotě bratrské a někteří bratří si s Bucerem dopisovali, jmenovitě Jan Augusta a Arnošt Krajíř z Krajku. Matěj Červenka ho z pověření jednoty navštívil ve Štrasburku. Bucer kladně hodnotil zejména přísnou mravní kázeň, která panovala v bratrských sborech. Jeho knihu Von der wahren Seelsorge und dem rechten Hirtendienst přeložili bratří do češtiny, a to s jistými úpravami, k nimž dal autor svolení. Spis vyšel v roce 1545 pod názvem Kniha o opravdové péči o duše a o pravé službě pastýřské. 
Od počátku velké vojny o večeři Páně v letech dvacátých až do smrti v anglickém vyhnanství stravuje „fanatik svornosti“ nejlepší své schopnosti v duchu Erasmově ve vysilujícím zápase proti fanatikům nenávisti na obojím křídle světové reformace, kteří ji hrozili strhnout do zkázy. V tomto úsilí neznal Bucer únavy ani oddechu. Byl nevyčerpatelný ve vymýšlení formulí, jež by vyhověly oběma stranám, nezdolný v trpělivosti s Lutherem a Zwinglim i jejich žáky, kteří ho zahrnovali útoky a urážkami a vyčítali mu zradu, a nedal se mýlit trpkostmi a hrubostmi odpůrců v síle přesvědčení, jež sdílel s Erasmem a nevědomky s Bratřími, že podstata křesťanství, ten pojem razil první, není v hledání čistého učení, ale čistého života.
František Michálek Bartoš, Jednota a reformátoři